# Christian Bohr
Christian Harald Lauritz Peter Emil Bohr (Kopenhagen, 14 maart 1855 – aldaar, 3 februari 1911) was een fysioloog uit Denemarken. Hij is in 1881 met Ellen Adler getrouwd en was de vader van Jenny, Niels Bohr, de natuurkundige, en Harald Bohr, wiskundige. Christian Bohr publiceerde op 22-jarige leeftijd al zijn eerste artikel, Om salicylsyrens indflydelse på kødfordøjelsen, Over de invloed van salicylzuur op de vertering van vlees. Een paar jaar later, in 1880, behaalde hij zijn artsdiploma en vervolgens promoveerde hij in de fysiologie. Hij werd in 1886 aan de Universiteit van Kopenhagen hoogleraar in de fysiologie.
Bohr beschreef onder meer het effect dat tegenwoordig bekendstaat als het Bohr-effect, een eigenschap van hemoglobine, en bestudeerde 'dode ruimte' in de longen.